# 2977 Chivilikhin
2977 Chivilikhin eller 1974 SP är en asteroid i huvudbältet som upptäcktes den 19 september 1974 av den ryska astronomen Ljudmila Tjernych vid Krims astrofysiska observatorium på Krim. Den har fått sitt namn efter författaren Vladimir Tjivilichin.
Asteroiden har en diameter på ungefär 9 kilometer och den tillhör asteroidgruppen Gefion.